# St. Eriksplan (Stockholms tunnelbana)
S:t Eriksplan ist eine unterirdische Station der Stockholmer U-Bahn. Sie befindet sich im Stadtteil Vasastaden. Die Station wird von der Gröna linjen des Stockholmer U-Bahn-Systems bedient. Die zentrale Lage in der Innenstadt macht die Station zu einer der vielfrequentierten Stationen des U-Bahn-Netzes. An einem normalen Werktag steigen 21.150 Pendler hier zu.
Die Station wurde am 26. Oktober 1952 in Betrieb genommen, als der U-Bahn-Abschnitt Hötorget–Vällingby eingeweiht wurde. Die Bahnsteige befinden sich ca. 8 Meter unter der Erde. Die Station liegt zwischen den Stationen Odenplan und Fridhemsplan. Bis zum Stockholmer Hauptbahnhof sind es etwa 1,5 km.
Bis Juli 2017 bestand Umsteigemöglichkeit zu den Pendeltåg-Zügen am nahegelegenen Bahnhof Karlberg. Mit der Eröffnung der Citybanan besteht jetzt eine U-Bahn-Station weiter, am Odenplan, eine direktere Umsteigemöglichkeit zum Pendeltåg.

## Reisezeit
| Linie | bis Station     | Reisezeit | bis Station                    | Reisezeit          |
| T17   | Åkeshov         | 16 min    | T-Centralen Gamla stan Slussen | 7 min 9 min 10 min |
| T17   | Skarpnäck       | 27 min    | T-Centralen Gamla stan Slussen | 7 min 9 min 10 min |
| T18   | Alvik           | 7 min     | T-Centralen Gamla stan Slussen | 7 min 9 min 10 min |
| T18   | Farsta strand   | 32 min    | T-Centralen Gamla stan Slussen | 7 min 9 min 10 min |
| T19   | Hässelby strand | 28 min    | T-Centralen Gamla stan Slussen | 7 min 9 min 10 min |
| T19   | Hagsätra        | 31 min    | T-Centralen Gamla stan Slussen | 7 min 9 min 10 min |